# Ali ibn al-Husáyn
Ali ibn Husáyn (o Husáin) ibn Ali (en árabe: علي بن حسین بن علي‎ ʿAlī ʾibn Ḥusayn ʾibn ʿAlī; nacido en el 5 Sha'ban de 38 DH / el 9 de enero de 659 DC – muerto en el 25 de Muharram de 95 DH / el 24 de octubre de 713 DC en Medina) titulado como Al-Sayyad y Zain al-Abidin, el cuarto imán de la mayoría de los chiitas (a excepción de la secta de Kisaniyya y algunos de los Zaidistas) después de su padre Husáin ibn Ali, su tío Hasan ibn Ali y su abuelo Ali ibn Abi Talib.
Según fuentes históricas islámicas, nació en Medina y acompañó a su padre en Karbala cuando era joven, pero no participó en la batalla por enfermedad, por lo que sobrevivió a la guerra. Después de que mataron a su padre y a sus parientes, lo llevaron a Kufa y luego a Damasco con otros cautivos. En Damasco Ali se presentó a sí mismo y a su familia en un discurso público en presencia de Yazid, el califa omeya, y recordó los sufrimientos que les habían sucedido en Karbala.
Después de un período de cautiverio en Siria, a Ali ibn Husáin se le permitió regresar a Medina. Era un ermitaño en Medina y sólo tenía contacto con un número limitado de sus seguidores. Ali ibn Husáin no intervino en la rebelión que el pueblo de Medina levantó contra el califa omeya en el 62 DH; Por esta razón, él no fue dañado. Finalmente, esta rebelión fue reprimida por el ejército de Yazid. Entre los otros desafíos durante el Imanato de al-Sayyad estuvo el levantamiento de Mujtar al-Zaqafi y la tendencia de los chiitas iraquíes hacia la secta Kisaniyya, lo que provocó la división entre los chiitas.
Debido a la gran asfixia durante la época de Zain al-Abidin, sus enseñanzas eran principalmente en forma de súplicas. Su obra famosa es al-Sahifa al-Sayyadiyya, que se compone de conjunto de súplicas. Además, Risala al-huqúq (Tratado de los derechos) es otra de sus obras. A pesar de su aislamiento, Ali ibn al-Husáin tenía una alta posición entre los ancianos y sabios de Hiyaz.
Según las fuentes chiitas, Zain al-Abidin fue asesinado por el veneno del califa omeya, Walid ibn Abd al-Málik, y fue enterrado en el cementerio de al-Baquí junto a su tío Hasan ibn Ali. Muhámmad al-Báqir, el quinto imán de los chiitas Imaníes y Zaid ibn Ali, el quinto imán de los chiitas Zaydíes, se encuentran entre los hijos de Ali ibn Husáin.

## Descendencia
El padre de al-Sayyad, Husáin ibn Ali, es el tercer imán de los chiitas imamíes. Su tío Hasan al-Muytaba es el segundo imán de  ellos, y su abuelo Ali ibn Abi Talib es el primer imán de los chiitas y el cuarto califa de los ortodoxos califas. Su padre, Husáin ibn Ali y un grupo de sus seguidores y parientes fueron asesinados por el ejército de Yazid bajo el mando de Umar ibn Sa'd, a la edad de 56 años en el 61 DH en la batalla de Karbala.
Según Etan Kohlberg, la madre de Ali ibn Husáin tenía diferentes nombres como "Ghazala", "Yayyida" y "Barra" y, según las creencias tradicionales chiitas, era hija de Yazdgerd III, el último rey de imperio sasánida, y su nombre persa es "Yahanshah","Shahrbanu" o "Shahe Zanan". Algunos creen que después de la batalla de Karbala, Shahrabanu se tiró al río Éufrates y se ahogó, pero otro grupo cree que estaba viva después del incidente de Karbala.
Según Kohlberg, uno de los títulos de Ali Ibn Husáin entre los chiitas era "Ibn al-Jiaratayn" que significa "el hijo de los dos elegidos", porque según una narración atribuida al Profeta del Islam, los Coraichitas eran elegidos entre los árabes y los iraníes eran elegidos entre los no árabes.
Según Ibn Khallikan, durante el califato de Umar ibn al-Jattab, la madre de Zayn al-Abidin y sus dos hermanas fueron llevadas como cautivas a Medina. Según este informe, Umar quería venderlas, pero Ali ibn Abi Tálib sugirió que las hijas del rey sasánida no deberían ser tratadas como chicas ordinarias. De esta forma, una de estas tres hermanas se casó con Husáin ibn Ali, de quien nació Zain al-Abidin. Otras dos hermanas también se casaron con los hijos del primer y segundo califa, Muhammad ibn Abu Bakr y Abdullah ibn Umar. Sheij Sadúq, el erudito chiita, considera que la fecha de este matrimonio era el período del califato de Uzmán ibn Affán, y otros la consideran en el califato de Ali ibn Abi Talib.
Según Wilfred Madelung, la madre de Zain al-Abidin no era descendiente de los reyes Sasánidas y estas historias son leyendas. Ya'far Shahidi, el historiador chiita, también considera que esta atribución es una mentira y considera que los documentos de esta historia carecen de validez científica.
Según Rasul Ya'farian, el historiador chiita, según una extensa investigación, no se puede reconocer con certeza que al-Sayyad nació de un príncipe sasánida. Sin embargo, en su opinión, las negaciones en este asunto se deben a que los enemigos del chiismo no consideran la expansión del chiismo en Irán como resultado de esta relación.
Ya'farian cree que según las fuentes antiguas que afirman que Ali ibn Husáin era Ibn Al-Jiaratayn, la madre de al-Sayyad era la hija de una de las familias importantes y poderosas que pueden ser de la dinastía sasánida, pero no hay certeza que esta mujer era la hija del rey sasánida.

## Nombre y títulos
Husáin ibn Ali tuvo varios hijos llamados "Ali", uno de los cuales fue Zain al-Abidin. Según Qázi Nu'man Ismailita, Zain al-Abidin era el hijo mayor de Husáin y se llama "Ali al-Akbar" (El mayor Ali) y su hermano, que fue asesinado en Karbala, se llama "Ali al-Asgar" (El menor Ali). Por otro lado, historiadores sunitas como al-Tabari, al-Baladhuri, Ibn Qutaiba e Ibn Sa'd consideran a Zain al-Abdin como el menor Ali y se refieren a su hermano como el mayor Ali.
Según las fuentes de los Imaníes Ali al-Asgar era el tercer hijo de Husáin, un bebé que también fue asesinado en Karbala. Los historiadores Imaníes tienen dos opiniones; Algunos consideran a Zain al-Abidin como el hermano medio y lo llaman "Ali al-Awsat" (el medio Ali) y algunos consideran a su hermano como el hermano medio y a Zain al-Abidin como el hermano mayor.
Según Sheij Tusi, Husáin ibn Ali dio una cosa a Umm Salama, la esposa del Profeta del Islam, mientras salía de Medina hacia Kufa, y le pidió que se lo entregara a su hijo mayor. La cosa fue entregada a al-Sayyad, entonces él era el hijo mayor de Husáin.
Los apodos (las kunyas) de Ali ibn al-Husáin son Abu al-Hasan, Abu Muhammad, Abu Abdullah, Abu al-Husáin y Abu Bakr. Sus títulos famosos son "Zain al-Abidin" (el adorno de los adoradores) y "Al-Sayyad" (lo que se postra mucho). Sus otros títulos son Al-Zakí (puro), Imam al-Mu'minin, Al-Amin (confiable), Sayyid al-Abidin, Quduwa al-Záhidin, Zain al-Sálihin (adorno de los dignos), Manar al-Qánitin, Ibn al-Jiaratayn y Sayyid al-Muttqqín.
Según Seyed Ya'far Shahidi, estos títulos no le fueron dados desde su nacimiento, sino que se los dieron personas que buscaban místicos. La mayoría de ellos eran sunitas y no lo consideraban como un imán elegido por Dios, sin embargo, no podían negar sus virtudes y perfecciones.

## Nacimiento e infancia
Ali ibn Husáin nació en Medina. La mayoría de las fuentes históricas consideran que su fecha de nacimiento es 38 DH; Pero algunas también han mencionado los años 33, 36, 37 DH. Según algunos informes, Zain al-Abidin no fue asesinado en la guerra de Karbala debido a su corta edad; Porque los menores no participaban en la guerra. Según este informe, su fecha de nacimiento sería a fines de los 40 de la Hégira; Pero unos historiadores como al-Waqidi rechazan estas narraciones.
Teniendo en cuenta que, según historiadores famosos, su año de nacimiento era 38 DH, tenía aproximadamente 23 años en el evento de Ashura. Una narración de Ya'far al-Sádiq, el sexto imam de los chiitas, afirmando que al-Sayyad murió a los 58 años, confirma el número de 23. Por otro lado, según algunas narraciones, Muhámmad al-Báqir, el hijo de 4 años de Zain al-Abidin, estaba presente en el incidente de Karbala; Por lo tanto, la razón de su supervivencia en la guerra no puede ser la corta edad.
Ali ibn Husáin pasó dos años de su vida durante la vida de su abuelo, Ali ibn Abi Talib, 10 años durante el Imanato de su tío, Hasan al-Muytaba, y 11 años durante el Imanato de su padre Husáin ibn Ali. En otras palabras, Zain al-Abidin tenía dos años cuando perdió a su abuelo Ali ibn Abi Talib. Tenía 12 años cuando murió su tío Hassan, y a la edad de 23, su padre Husáin fue asesinado en la batalla de Karbala.

## Gobernantes contemporáneos con Ali ibn Husáyn
- Yazid b. Muawiya (61/681 - 64/684)
- Abdullah b. Zubayr (61/681 - 73/692), que fue el gobernante independiente de La Meca.
- Muawiya b. Yazid (pocos meses en 64/684)
- Marwán b. Hákam (9 meses en 65/685)
- Abd al-Málik b. Marwán (65/685 - 86/705)
- Walid b. Abd al-Málik (86/705 - 96/715)[17][18]

## En Karbala
Cuando murió Muawiya, Ali ibn Al-Husáin tenía 22 años. Yazid, el hijo de Muawiya, envió un representante a Medina para obtener la lealtad de Husáin. Husáin, que no quería aceptarlo, se fue a La Meca con al-Sayad y otros miembros de su familia. En La Meca, Husáin recibió muchas cartas de la gente de Kufa, invitándolo a Kufa para ser su líder; Por lo tanto, Husáin decidió marcharse a Kufa.
Pero debido a la traición de los Kufanos y el ataque del ejército de Yazid a la caravana de Husáin, finalmente, en Muharram de 61 DH, él y sus pocos compañeros que no estaban de acuerdo con el califato de a Yazid fueron asesinados en desierto de Karbala.
Todos los libros históricos chiitas están de acuerdo en que Zain al-Abidin estuvo presente en el incidente de Karbala y han narrado informes de él sobre las detallas de la batalla. Incluso en algunas fuentes se menciona que Zain al-Abidin luchó en la batalla de Karbala y resultó herido. Por otro lado, la mayoría de los historiadores, incluido al-Tabari, han hecho hincapié en la enfermedad de Al-Sayyad y la imposibilidad de que luchase en esa batalla. Según Sheij Mofid, en la noche de Ashura, cuando Husáin convocó a sus compañeros para expresar un discurso, Ali ibn Husáin, también estaba presente en la reunión a pesar de su enfermedad.
Según Madelung y Donaldson, después de acabar los combates en Karbala y ser asesinados Husáin ibn Ali y sus compañeros, Zain al-Abidin fue uno de los pocos hombres que sobrevivieron de la familia de Husáin ibn Ali. Varias fuentes consideran su enfermedad como la razón de su supervivencia. Se dice que después del fin de la batalla, las fuerzas de Ubaidullah ibn Ziyad, buscando botines de la guerra, entraron en la tienda de Zain al-Abidin y intentaron matarlo, pero su tía, Zainab, intercediendo ante Umar ibn Sa'd, lo evitó.

## En Kufa
Después de que Husáin y sus compañeros fueran asesinados en el desierto de Karbala, capturaron a su familia y lo llevaron a Kufa. Según Sheij Tusi y al-Juarismi, en la ruta a Kufa, colocaron grilletes y cadenas en los manos y cuello de Zain al-Abidin. Según Násej al-Tawarij, no podía sentarse sobre el camello debido a su enfermedad, por lo que lo ató por las patas al vientre del camello. Según al-Juarism, Zain al-Abidin, que estaba débil y flaco debido a la enfermedad, fue llevado a Kufa con las manos atadas. Cuando vio a la gente llorando, dijo: "¿La gente de Kufa está llorando por nosotros?" ¡¿Entonces quién nos mató?!"
Cuando lo llevaron ante Ubaidullah ibn Ziyad, el gobernador de Kufa, estalló una discusión entre él e Ibn Ziyad. Según al-Tabari, Ibn Ziyad le preguntó su nombre, y cuando Zayn al-Abidin le respondió: Soy Ali, Ibn Ziyad le preguntó: "¿No asesinó Dios a Ali ibn Al-Husáin?" Ali le respondió, yo tenía un hermano a quien la gente mató. Ibn Ziyad repitió que Dios lo mató. Según al-Tabari, Ali citó un verso del Corán y argumentó que, a pesar de que Dios toma las almas, la gente lo mató.
Ibn Ziyad se enfadó por el argumento y ordenó que lo asesinaran a al-Sayyad, pero rehusó hacerlo debido a las defensas de Zainab. Según al-Tabari, Ibn Ziyad mantuvo en prisión a Ali Ibn Husáin y otros cautivos de Karbala y escribió una carta al centro del califato para pedirle a Yazid su tarea. Yazid le pidió que le enviara los prisioneros y las cabezas de los asesinados de Karbala.

## En Damasco
Según Seyyed Ya'far Shahidi, el historiador chiita, Zain al-Abidin y otros cautivos fueron llevados al entonces Califa, Yazid ibn Muawiya, en Damasco. En la mezquita de la ciudad, el representante del Califa intentaba difamar al Ahl al-Bayt, y en ese momento, Ali ibn Husáin expresó un discurso, presentándose a sí mismo y a su familia, afirmó que lo que Yazid ha rumoreado sobre su padre es una mentira, y enfatizó que su padre, Husáin, No era un rebelde y no trataba de producir división entre los musulmanes o sedición en las tierras islámicas, sino que por invitación de los kufanos se levantó para establecer la justicia y limpiar la religión de las herejías.
Según Shahidi, en uno de los días en que al-Sayyad estaba capturado en Damasco, le pidió permiso a Yazid para subir al púlpito y expresar un discurso agradable a Dios. Entre sus palabras elogió a su familia y le recordó a la gente los sufrimientos que les sucedieron en la batalla de Karbala. Al-Sayyad aún no había terminado de discurso cuando almuédano comenzó a convocar a la oración. Cuando llegó a la frase "Testifico que no hay más dios que Alá", Ali ibn Husáin también testificó la unidad de Dios, y cuando el almuédano llegó a "Testifico que Muhammad es el Mensajero de Dios", le preguntó a Yazid: "¿Era Muhammad mi abuelo o el tuyo?"
Zain al-Abidin se presentó a sí mismo y su relación con el profeta del islam en este sermón, porque la gente de Siria estaba lejos del centro del Islam y no había visto de cerca al Profeta del Islam y no sabía su sunna y la posición alta de su familia. Por esta razón, la gente de Siria consideró la sunna de Muawiya y su familia como la sunna del Profeta y aprobaron sus acciones.
Según Rasul Ya'farian, la otra importancia del discurso fue que Muawiya y los omeyas siempre trataron de llamar a la familia de Husáin como descendientes de Ali ibn Abi Talib y no les permitieron atribuirse al Profeta.
Según Asadi, la presentación de al-Sayyad a sí mismo y su familia hizo que la gente fuera menos hostil hacia ellos, como insultar y arrojar piedras. Ali ibn Hossein también recordó los sufrimientos que se le ocurrió a su familia en Karbala y se presentó a sí mismo con frases como "Soy el hijo de alguien a quien le cortaron la cabeza por detrás" y "Soy el hijo de alguien que tuvo sed hasta el momento en que fue asesinado ", y este hizo que la gente llorara. Según Ya'farian, en esta asamblea, para calmar a la gente, Yazid culpó a Ibn Ziyad, el gobernador de Kufa, por la masacre de husáin y sus compañeros, y envió a Ahl al -Bayt hacia Medina con todo respeto.

## En Medina (Después del incidente de Ashura)
Según Madelung, Zain al-Abidin regresó a Medina tras la matanza de Husáin y sus compañeros en el desierte de Karbala y tras pasar el periodo de cautiverio. Después del incidente de Karbala, todos los chiitas aceptaron a Husáin ibn Ali como el imán y líder, pero él prefería aislarse en Medina y sólo se comunicó con pocos de sus compañeros cercanos y se abstuvo de actividades políticas.
Este aislamiento, cuya razón principal fue la asfixia del gobierno omeya, produjo una carencia de liderazgo en la comunidad chiita y generó dudas sobre liderazgo de los chiitas. Sin embargo, el entonces gobierno, para evitar que se formara un ambiente negativo contra sí mismo, colocó a Zain al-Abidin, quien era considerado el sucesor y heredero de Husáin ibn Ali, bajo estricta vigilancia hasta que todos contactos y movimientos de Ali ibn Husáin eran informados a los gobernantes omeyas.
Según Sheij Sadúq, Ali ibn Husáin estaba llorando por su padre durante veinte años, y cuando su sirviente le decía: Ahora es el momento de que termine tu luto, le respondía: ¿Qué estás diciendo? El Profeta Jacob tuvo doce hijos, y cuando Dios le quitó uno de ellos debido a mucho lloro, sus ojos se cegaron, su cabello se volvió blanco y su espalda se dobló debido a lástima, mientras su hijo estaba vivo. Pero yo vi a mi padre, mi hermano, mi tío y diecisiete hombres de mi familia que fueron asesinados a mi alrededor. ¿Cómo quieres que termine mi tristeza?”

## Incidente de harra
En el 62 DH, la gente de Medina se rebeló a causa de la corrupción del gobierno omeya. Para reprimir la rebelión, Yazid envió un ejército a Medina, tratando violentamente a la gente. Este incidente se conoció como "el incidente de Harra". En esta rebelión, la gente de Medina el primero sitió a los omeyas en la casa de Marwan ibn Hakam y luego los expulsó de la ciudad e hizo el pacto con Abdullah ibn Hanzala. Marwan y le pidió a Abdullah ibn Umar que albergara a su familia, pero él se negó. Entonces Marwan apeló a Ali ibn Husain para albergarlos. Zain al-Abidin lo aceptó y envió a la familia de Marwan con su misma familia a una zona llamada Yanbu'. Según Ya'fari, era previsible que Zain al-Abidin guarde rencor a los omeyas por el asesinato de su familia en Karbala, pero se abstuvo de expresar su enemistad con ellos y los apoyó.
En el incidente de Harra, el ejército de Yazid bajo el mando de Muslim ibn Uqba reprimió a los rebeldes de Medina y saqueó la ciudad, pero Ali ibn Husáin no fue herido. Además, después de la represión de la rebelión, toda la gente de Medina se obligó a hacer el pacto con Yazid excepto Ali ibn Husáin; Porque se había negado a apoyar a los rebeldes y había albergado a la familia de Marwan ibn Hakam.
Según Etan Kohlberg, las fuentes sunitas consideran que la relación entre Zain al-Abidin y los dos califas omeyas, Marwan ibn Hakam y Abd al-Malik ibn Marwan era amistosas, Contrariamente a las fuentes chiitas, que consideran el comportamiento de Zain al-Abidin hacia los califas era basado en la taqiyya. En otra palabra, aunque Zain al-Abidin no tenía buena relación con los gobernantes omeyas, evitaba entrar en conflicto con ellos para salvar su propia vida y sus seguidores, por esta razón, permaneció en silencio durante el incidente de Harra.
Según Shahidi, el historiador imaní, al-Tabari ha escrito que Ali ibn Husáin tenía una antigua amistad con Marwan, mientras Marwan nunca tenía relación amistosa con Banu Háshim. Según Shahidi, al-Tabari quería ignorar el favor que Zain al-Abidin hizo a Marwan y ponerlo a cuenta de la amistad personal.

## El levantamiento de Mujtar
Después de que Husáin ibn Ali fue asesinado en Karbala, aquellos que lo habían invitado a Kufa pero no lo defendieron contra el ejército de Yazid, se arrepintieron y fueron conocidos como "al-Tawwaibn" (los penitentes). Este grupo decidió vengar a los asesinos de Husáin.
Poco antes de que los Tawwaibn se marcharan a Siria, Mujtar llegó a Kufa y trató de convencer a Sulaiman ibn Surad al-Joza'i, el comandante del ejército de los Tawwaibn, para que se unieran a él y siguieran su plan para derrotar a los omeyas, pero los Tawwaibn no aceptaron la propuesta de Mujtar y finalmente derrotaron en batalla ante las fuerzas omeyas.
Para atraer a más personas a su levantamiento, Mujtar le pidió a Zain al-Abidin que le permitiera utilizar su nombre para invitar a la gente, pero Zain al-Abidin se lo negó. Sin embargo, después de que Mujtar se vengó a los asesinos de su padre, expresó su satisfacción.
Según Madelung, la relación entre Ali ibn Husáin y Mujtar era cautelosa. Al respecto, se informó que Mujtar le dio un regalo por valor de 10.000 dirhames con una sirvienta a Zain al-Abidin, de quien más tarde nació Zaid ibn Ali. Después de que mataron a Mujtar, Zain al-Abidin escribió una carta a Abd al-Malik ibn Marwan, el califa omeya, y dijo que no quería gastar el regalo de Mujtar ni podía rechazarlo. Zain al-Abdin quería darle el regalo al califa, pero el califa no lo aceptó.

## La diferencia entre los chiitas tras el levantamiento de Mujtar
Después de que Mujtar se levantó para vengar a los asesinos de Husáin, la mayoría de los chiitas lo siguieron. Mujtar anunció su rebelión en nombre de Muhammad ibn al-Hanafiyya, el tío de Zain al-Abidin. Según Madelung, durante este período, el liderazgo de los chiitas no estaba en manos de los hijos de Fátima, porque Ali ibn Husáin, se alejaba de las actividades políticas y sociales y no tenía muchos seguidores.
Según al-Mas'udi, Mujtar trataba de iniciar su levantamiento en nombre de Ali Ibn Al-Husáin, pero cuando Ali no lo aceptó, comenzó su invitación en nombre de Muhammad ibn al-Hanafiyya, el tío de Al-Sayyad. Durante este período, había una disputa entre los chiitas sobre si Zain al-Abidin era el imán o Muhammad ibn al-Hanafiyya.
Los duodecimanos chiitas criticaban a Mujtar por producir dos sectas entre los chiitas, porque él fue quien llamó a los chiitas a obedecer a Muhammad ibn al-Hanafiyya y así los alejó de Ali ibn Husáin; y causó la primera disputa en la historia del chiismo.
Los ismailitas tienen otro punto de vista al respecto. Según su opinón, Husáin ibn Ali presentó a su hijo, Muhammad ibn al-Hanafiyya, como imam para proteger Zain al-Abidin de posibles peligros. Según la opinión, Muhammad ibn al-Hanafiyya era un imán temporal, mientras que Zain al-Abidin era un imán real y permanente. Los seguidores de Muhammad ibn al-Hanafiyya eran conocidos como Kisaniyya en la historia.

## Durante el califato de Abd al-Malik
Abd al-Malik Marwan, el califa omeya, nombró a al-Hayyay ibn Yúsuf como gobernador de Medina, quien era muy violento y despiadado y, según la creencia chiita, era lo que le ofreció al califa matar a al-Sayyad, pero el califa no la aceptó, porque sabía que matar a Ahl al-Bayt no tendrá un buen resultado para su gobierno. Según Qutb Rávandi, el erudito chiita, la reacción de Abd al-Malik condujo al elogio de Ali ibn al-Husáin.
Según A'yán al-Shia, Abd al-Malik le pidió a Ali ibn al-Husáin que le diera la espada del Profeta del Islam en cambio de un regalo, una petición a la que Al-Sayyad rechazó. Entonces Abd al-Malik amenazó con no dar su porción del tesoro de los musulmanes.
Otro evento de este período fue el matrimonio de Ali con su sirvienta, lo que llevó a reprochar de Abd al-Malik, quien creía que Zain al-Abidin perdería su credibilidad con este matrimonio. En respuesta a él, Al-Sayyad dijo que la credibilidad de todos se basa únicamente en su fe y su piedad, no en su origen y linaje, e implícitamente consideró la opinión del califa como una opinión de la época de ignorancia preislámica.
Según la historia chiita, debido a la creciente popularidad de al-Sayyad entre la gente, Abd al-Malik ordenó su arresto y traslado a Damasco.

## Compañeros
Debido a las presiones de los califas omeyas, Zain al-Abidin se mantuvo alejado de las actividades políticas y prefirió estar aislado, por lo que no se sintieron atraídos muchos compañeros por él. Al comienzo del Imanato de Zain al-Abidin, el número de sus compañeros era muy poco. Sin embargo, durante este período difícil, capacitó a unos estudiantes, incluidos Saíd ibn Yubair, Saíd ibn Musayyib, Muhammad ibn Yubair ibn Mut'im, Yahya ibn Umm al-Tawil y Abu Jálid al-Kaboli.
Según las fuentes históricas, cinco chiitas perdieron la vida por defender a Ahl al-Bayt en el camino de luchar contra la cultura de insultar a Ahl al-Bayt, la que era difundido por los omeyas, y entre los cinco era Yahya ibn Umm al-Tawail. Saíd ibn Yubair también fue asesinado por una razón similar, aunque al-Tabari, un historiador sunita, considera que su muerte fue el resultado de una rebelión contra al-Hayyay ibn Yusúf. Abu Jálid, otro de los leales compañeros de al-Sayyad, escapó a La Meca para protegerse de los ataques de al-Hayyay ibn Yusúf y se escondió allí. Según las fuentes chiitas, Saíd ibn Musayyib pudo salvarse mediante el método de taqiyya.
Ya'far Shahidi, el erudito chiita, menciona a Yabir ibn Abdullah al-Ansari, Amir ibn Wazila y Saíd ibn Musayyib como compañeros de Zain al-Abidin y a Saíd ibn Yubair, Muhammad ibn Yubair, Abu Jálid al-Kaboli, Qasim ibn Awn, Ismail ibn Abdullah ibn Ya'far como sus estudiantes. Según Ya'farian, hay dudas sobre Saíd ibn Musayyib, porque daba sentencias de acuerdo con la fatwa sunita. Según Kashi, Saíd disimulaba sus creencias para proteger su vida ante los omeyas.
Otros compañeros y estudiantes de al-Sayyad eran: Amr ibn Dinár, Hakam ibn Utaiba, Zaid ibn Aslam, Yahya ibn Saíd, Abu Zinád, Ali ibn Yad'an, Muslim al-Batín, Habib ibn Abi Zábit, Asim ibn Ubaidullah, Asim ibn Umar, Umar ibn Qatáda, Qa'qa' ibn Hakim, Abu al-Aswad ibn Urwa, Hisham ibn Urwa, Abu Zubair al-Makki, Abu Hazim A'ray, Abdullah ibn Muslim, Muhammad ibn Furat al-Tamimi, Minhal ibn Amr, Abán ibn Taqlib y Abu Hamza Zumali.
Qásim ibn Awf era uno de los compañeros de al-Sayyad que confesó que al principio no sabía si Muhammad ibn al-Hanafiyya era el imán o al-Sayyad y dudó entre los dos, pero al fin reconoció el Imanato de al-Sayyad. Sheij Tusi, el erudito chiita, ha mencionado 173 compañeros de Ali ibn Husáin. Según Ibn Shahr Ashub, Yabir ibn Abdullah al-Ansari, Amir ibn Wazila al-Kanani, Saíd ibn Musayyib y Saíd ibn Yahan al-Kanani eran aquellos que habían visto al Profeta del Islam y fueron considerados entre los estudiantes de Zain al-Abidin.

## Muerte
Hay una diferencia en la fecha de la muerte de Zain al-Abidin entre el 94 y el 95 DH. Según fuentes chiitas, Ali ibn al-Husáin fue asesinado por el veneno de Walid ibn Abd al-Malik. Según Modarresi, Ali ibn al-Husáin fue asesinado el 25 o el 18 de Muharram del 94 DH debido al el veneno que le dieron los omeyas. Durante esta época fallecieron un gran número de los juristas en Medina, por lo tanto, este año fue conocido como “el año de los juristas”. Ibn Asakir, el historiador sunita, también consideró la muerte de todos los juristas de Medina como uno de los eventos de este año. Este acontecimiento refuerza la posibilidad de que los opositores al gobierno fueran asesinados por orden del entonces califa.
Según Ibn Sa'd, Muhammad al-Baqir citó que su padre, Zain al-Abidin, hizo un testamento de no invitar a nadie a su funeral. Sin embargo, en el día de su entierro se había reunido una gran multitud, lo que era raro en la historia de Medina. Al-Sayyad quería que la altura de su tumba fuera el mismo que la del suelo. Los chiitas y los sunitas están en coincidencia en que su lugar de entierro es el cementerio de al-Baquí junto a la tumba de su tío, Hasan ibn Ali al-Muytaba.

## Familia
Según Madelung, Fatima Umm Abdullah, era la única esposa de Zain al-Abidin, de quien nacieron cuatro hijos. Umm Abdallah era hija de Hasan al-Muytaba, el tío de al-Sayyad. Muhammad al-Báqir, el quinto imán de los chiitas, era uno de los hijos de Fátima y al-Sayyad. Zain al-Abidin también tenía unas sirvientes, cada una de las cuales dio a luz a un niño o niños.
Según Shahidi, el historiador chiita, hay diferencia entre los investigadores en el número de hijos de Zain al-Abidin. Pero casi todos comparten estos hijos:
Hijos: Muhámmad al-Báqir, Zaid, Abdullah y Umar.
Hijas: Ulayya y Umm Kulzúm.
Zaid ibn Ali era el hijo común de al-Sayyad y una esclava, cuyo nombre se desconoce.
Según Kohlberg, Zain al-Abdin tenía 15 hijos. Entre los hijos, además de Muhámmad al-Báqir, a quien los chiitas consideran el quinto imam después de su padre, Zaid era conocido por su conocimiento, piedad y magnanimidad, y fue asesinado en el levantamiento organizado contra Hisham ibn Abd al-Malik.
Según Muhaddiz Qomi, el historiador chiita, Abdullah otro hijo de al-Sayyad, era conocido por su belleza, y Umar era el responsable de las caridades del Mensajero de Dios. Entre las hijas de Ali ibn Husáin, Ulayya era una dama virtuosa y una de las narradoras de hadices, y escribió un libro del cual Zurara narró los hadices. Otros sus hijos menos famosos de él eran: Hasan, Husáin al-Akbar, Husáin al-Asgar, Ubaidullah, Sulaiman, Ali, Jadiya, Muhammad al-Asgar y Fátima.

## Desde el punto de vista de los sunitas
Husáin Muhammad Ya'fari, el historiador paquistaní, ha descrito a Ali ibn Husáin como un sabio respetado por el pueblo de Medina. Según Ya'fari, además de los chiitas que lo consideraban como el cuarto imán, los siete juristas sunitas de Medina también lo respetaban mucho. Entre estos juristas se encuentran al-Zuhri y Saíd ibn Musayyib, quienes, a pesar de que estaban afiliados al régimen de los omeyas, no se abstuvieron de elogiar a al-Sayyad. Al respecto, se menciona que, al-Zuhri fue lo que otorgó el título de Zain al-Abidin a Ali ibn Husáin por primera vez.
Al-Zuhri también dijo que no he visto a nadie con más conocimientos que Ali ibn Husáin. Él considera a al-Sayyad la figura más destacada de Banu Háshim. Ibn Khallikan, el erudito sunita, describió a Ali ibn Al-Husáin como uno de los nobles de los Tabi'un y citando de Muhammad ibn Shahab al-Zuhri dijo: Entre los Coraichitas, no encontré a nadie más virtuoso que Ali ibn al-Husáin.
Según Ibn Sa'd, el erudito sunita, Yabir ibn Abdullah al-Ansari dijo que, entre la descendencia de los profetas, no he visto a nadie como al-Sayyad. Umar ibn Abd al-Aziz, el califa omeya, lo consideraba la figura más honorable en la comunidad y Muhammad ibn Talha al-Shafi'i lo elogiaba con títulos como "el líder de ermitaños".
Según Abu Na'im Esfahani, los sufíes también consideran a Ali ibn Al-Husáin como uno de sus líderes y han recordado su biografía en sus libros. Entre ellos se encuentra Kalabádi.
Saíd ibn Musayyib dijo que no ha viosto a nadie más piadoso que Ali ibn Husáin. Al-Shafi'i y Abu Hazim al-Madani mencionaron a al-Sayyad como el más sabio de Medina.
Según Yáhiz, el teólogo Mu'tazili, todos los musulmanes están de acuerdo sobre la personalidad de Ali ibn al-Husáin, y ninguno tiene dudas sobre su superioridad sobre los demás. Se narró de Malik ibn Anas que no había nadie como al-Sayyad entre Ahl al-Bayt. Cuando se le pidió al sirviente de Zain al-Abidin que lo describiera, dijo: "Nunca le traje comida durante el día, y nunca le tendí una cama por la noche (es decir, al-Sayyad el mismo hizo sus propias obras).

## Sus obras

### Al-Sahifa al-Sayyadiyya
El libro Al-Sahifa al-Sayyadiyya es una colección de las súplicas de Ali ibn Husáin. Según William Chittick, Al-Sahifa al-Sayyadiyya es el libro de las súplicas más antiguas en las fuentes islámicas y el libro espiritual más confiable de los primeros períodos de la cultura islámica. Los chiitas colocan este libro en el tercer lugar en términos de autenticidad, después del Corán y Nahy al-Balaga.
Este libro incluye enseñanzas islámicas en varios campos, desde la teología hasta las enseñanzas sociales. Además, las raíces de la filosofía y la teología islámicas y el sufismo se pueden encontrar en estas súplicas. En el libro, Zain al-Abidin destaca repetidamente la necesidad de seguir el Corán y Ahl al-Bayt, así como la necesidad de poner en práctica la justicia en la sociedad islámica.
En esta obra también se critica la situación social y política y se expresa el método del adiestramiento del carácter islámico en diferentes niveles. Hay muchas ediciones del libro y se han escrito más de veinte comentarios sobre él. La traducción completa del libro se hizo al inglés con una introducción y un comentario de William Chittick, y su traducción al persa se hizo en la época Safavida.

### La tesis del derecho
Su otra obra, es un libro moral llamado La tesis del derecho, en el que Saŷŷad expresó las tareas de los humanos, lo que hace el humano para Dios y para la gente y él mismo.
Algunos de los derechos enumerados en este tratado son:
- Derechos de Dios
- Derechos de la lengua
- Derechos de oración
- Derechos de la caridad
- Derechos del profesor
- Derechos de las personas
- Derechos de la mujer
- Derechos de la madre
- Derechos del padre
- Derechos de los niños
- Derechos del hermano
- Derechos de los funcionarios
- Derechos de los asociados
- Derechos del vecino
- Derechos del préstamo tomador
- Derechos del enemigo
- Derechos de la persona que te hace feliz
- Derechos de la que te trata mal
- Derechos de la gente que debe de